# Comuna Iastrubîne
Iastrubîne (în ucraineană Яструбине) este o comună în raionul Sumî, regiunea Sumî, Ucraina, formată din satele Bondarivșciîna, Frunzenka, Hrafske și Iastrubîne (reședința).

## Demografie
Componența lingvistică a comunei Iastrubîne
     Ucraineană (97,25%)
     Rusă (2,46%)
Conform recensământului din 2001, majoritatea populației comunei Iastrubîne era vorbitoare de ucraineană (97,25%), existând în minoritate și vorbitori de rusă (2,46%).